# Masahiro Endo
Pour les articles homonymes, voir Masahiro.
Masahiro Endo (遠藤 雅大, Endo Masahiro) est un footballeur japonais né le 15 août 1970 à Tokyo au Japon.